# Tomi Juric
Tomi Juric (født 22. juli 1991 i Sydney, Australien), er en australsk fodboldspiller (angriber), der spiller i schweiziske FC Luzern. Han har repræsenteret klubben siden 2016.
Juric har tidligere spillet for blandt andet Adelaide United, NK Lokomotiva og Roda.

## Landshold
Juric har (pr. juni 2018) spillet 35 kampe og scoret otte mål for Australiens landshold, som han debuterede for 20. juli 2013 i et opgør mod Sydkorea. I sin anden landskamp, mod Japan, scorede han sit første mål for australierne. Han har repræsenteret sit land ved VM 2018 i Rusland.